# Viatges insòlits
Viatges insòlits (originalment en neerlandès, Reizen Waes) és un programa de televisió belga produït per la productora de televisió De Mensen. El programa està presentat pel periodista Tom Waes i s'emet a Eén des del 3 de setembre de 2013. Des del 28 de març de 2014, la sèrie també s'emet a Nederland 3 al VPRO. El 29 de setembre de 2019 es va estrenar el doblatge en català al canal 33.
Al programa, Tom Waes viatja per països i zones que els turistes sovint eviten a causa dels disturbis, desastres naturals o altres perills. Waes també fa un viatge de descoberta per altres àmbits, tot buscant històries interessants.

## Destinacions i episodis

### Temporada 1
| No. | Destinació                              | Llocs visitats                                                        | Primera emissió         | Primera emissió a Catalunya |
| --- | --------------------------------------- | --------------------------------------------------------------------- | ----------------------- | --------------------------- |
| 1   | Turkmenistan                            | Aşgabat Avaza Yangykala                                               | 3 de setembre del 2013  | 4 de juny del 2021          |
| 2   | Sudan del Sud                           | Juba Bor Nimule                                                       | 10 de setembre del 2013 | 11 de juny del 2021         |
| 3   | Colombia                                | Playa Blanca Volcà del Totumo Medellín Bogotà La Macarena Caño Canoas | 17 de setembre del 2013 | 27 de juny del 2021         |
| 4   | Illa Pitcairn                           | Adamstown                                                             | 24 de setembre del 2013 | 27 de juny del 2021         |
| 5   | Iran                                    | Teheran Esfahan Qeshm                                                 | 1 d'octubre del 2013    | 4 de juny del 2021          |
| 6   | Vanuatu                                 | Tanna Efate Malakula Espiritu Santo                                   | 8 d'octubre del 2013    | 20 de juny del 2021         |
| 7   | Bhutan                                  | Thimphu Punakha Trongsa Ura                                           | 22 d'octubre del 2013   | 20 de juny del 2021         |
| 8   | Transnístria Abkhàzia i Ossètia del Sud | Tiraspol Gagra Llac Ritsa Sukhumi Tskhinvali                          | 29 d'octubre del 2013   | 11 de juny del 2021         |
| 9   | El millor de                            | Totes les destinacions anteriors                                      | 17 de desembre del 2013 | No amés                     |

### Temporada 2
| No. | Destinació     | Llocs visitats                                                  | Primera emissió      | Primera emissió a Catalunya |
| --- | -------------- | --------------------------------------------------------------- | -------------------- | --------------------------- |
| 1   | Albània        | Tirana DurresSarandë ElbasanLazarat VlorëBuz                    | 22 de febre del 2015 | 1 d'agost del 2021          |
| 2   | Alaska         | Fairbanks HealyStampede                                         | 1 de març del 2015   | No amés                     |
| 3   | Alaska         | BettlesParc i Reserva Nacionals de les Portes del l'Àrtic       | 8 de març del 2015   | 1 d'agost del 2021          |
| 4   | Paraguai       | Ciudad del Este HohenauCapitán Miranda Puerto LedaConcepcion    | 15 de març del 2015  | 1 d'agost del 2021          |
| 5   | Corea del Nord | Pyongyang HamhungZona desmilitaritzada de Corea Mont Paektu     | 22 de març del 2015  | 18 de juny del 2021         |
| 6   | Corea del Sud  | Imjingak SeülIlla de Jeju                                       | 25 de març del 2015  | 21 de juny del 2021         |
| 7   | Mèxic          | Ciutat de Mèxic DurangoParral ChihuahuaCiudad Juárez            | 5 d'abril del 2015   | 21 de juny del 2022         |
| 8   | Spitsbergen    | Longyearbyen Barentsburg                                        | 12 d'abril del 2015  | 18 de juny del 2021         |
| 9   | Ruta 65        | Albert Lea Des MoinesChillicothe SpringfieldHarrison Pine Bluff | 19 d'abril del 2015  | 8 d'agost del 2021          |
| 10  | El millor de   | Totes les destinacions anteriors                                | 3 de maig del 2015   | No amés                     |

### Especial: Viatges insòlitsSlow
L'1 de maig de 2015, la VRT va emetre una emissió extra de Reizen Waes. Va ser una marató de tres hores amb tota mena de matèria primera de les gravacions de la segona temporada. El programa va rebre el nom de Reizen Waes Slow, una referència a la televisió lenta, un mitjà utilitzat sovint per la televisió noruega. També el 6 de març de 2017, un episodi com aquest es va emetre amb dues hores de metratge de la temporada 3.

### Temporada 3
| No. | Destinació             | Llocs visitats                                                         | Primera emissió       | Primera emissió a Catalunya |
| --- | ---------------------- | ---------------------------------------------------------------------- | --------------------- | --------------------------- |
| 1   | Sierra Leone           | Freetown John Obey BeachKenema Illa Tiwai                              | 29 de gener del 2017  | 8 d'agost del 2021          |
| 2   | Bangladesh             | Dacca SundarbansBasar de Cox Chittagong                                | 5 de febrer del 2017  | 12 d'agost del 2021         |
| 3   | Geòrgia                | Tiblisi Gori Sukhumi Chiatura Mestia Svanètia Shukhuti                 | 12 de febrer del 2017 | 15 d'agost del 2021         |
| 4   | Tuvalu                 | Funafuti                                                               | 19 de febrer del 2017 | 20 d'agost del 2021         |
| 5   | Xina                   | Shanghai TianduchengDongying WuhanPresa de les Tres Gorges Zhangjiajie | 26 de febrer del 2017 | 22 d'agost del 2021         |
| 6   | Xina                   | Chongqing SichuanChengdu KunmingDali Shangri-La                        | 5 de març del 2017    | 28 de setembre del 2021     |
| 7   | Haití                  | Port-au-Prince Cap-Haitien                                             | 12 de març del 2017   | 4 de setembre del 2021      |
| 8   | Veneçuela              | Caracas MaracaiboParc Nacional Canaima                                 | 19 de març del 2017   | 9 de setembre del 2021      |
| 9   | Estats Units d'Amèrica | Fargo WillistonBillings SpokaneSeattle                                 | 26 de març del 2017   | 10 de setembre del 2021     |
| 10  | El millor de           | Totes les destinacions anteriors                                       | 2d'abril del 2017     | No amés                     |

### Especial: Viatges insòlits12-12
En aquest episodi especial, Tom va visitar el nord d'Uganda per a passar una setmana caminant per l'àrea de refugiats. Va parlar amb persones que fugien de la guerra civil i la fam a Sudan del Sud. Molts d'ells acaben en el camp Bidibidi, el camp de refugiats més gran del món. Aquest episodi, que es va emetre el 4 de juny de 2017, formava part de l'acció Fam 12-12 del Consorci 12-12.

### Temporada 4
| No. | Destinació       | Llocs visitats                                             | Primera emissió         | Primera emissió a Catalunya |
| --- | ---------------- | ---------------------------------------------------------- | ----------------------- | --------------------------- |
| 1   | Espanya          | Gibraltar La Linea de la ConcepciónMarinaleda PiornalMuxía | 16 de desembre del 2018 | 12 de setembre del 2021     |
| 2   | Illa de Man      | Snaefell Mountain Course                                   | 23 de desembre del 2018 | No amés                     |
| 3   | Islàndia         | Akureyri Mjoifjordur                                       | 30 de desembre del 2018 | 12 de setembre del 2021     |
| 4   | Polònia          | Siemiatycze Międzyrzec Podlaski Belchatow Tren d'or nazi   | 6 de gener del 2019     | 27 de setembre del 2021     |
| 5   | Irlanda del Nord | Dublín BelfastGlengormley                                  | 13 de gener del 2019    | 27 de setembre del 2021     |
| 6   | Groenlàndia      | Kangerlussuaq NuukTasiilaq Tiniteqilaaq                    | 20 de gener del 2019    | 18 de setembre del 2021     |
| 7   | Ucraïna          | Kiiv TxernòbilPrípiat Uman                                 | 27 de gener del 2019    | 3 d'octubre del 2021        |
| 8   | Ucraïna          | Pont de Crimea AvdíivkaSebastopol                          | 3 de febrer del 2019    | 3 d'octubre del 2021        |
| 9   | Azerbaidjan      | Bakú Yanar DagNaftalan Xinalug                             | 10 de febrer del 2019   | 18 de setembre del 2021     |
| 10  | El millor de     | Totes les destinacions anteriors                           | 17 de febrer del 2019   | No amés                     |

### Especial: Viatges insòlits es queda a casa
En resposta a la Pandèmia de COVID-19, één va emetre un episodi especial de Reizen Waes el 17 de maig de 2020, en què Tom va xatejar des del seu 'kot' amb els seus guies, a qui va conèixer gràcies a Reizen Waes, per escoltar com ha estat el virus de la corona. afectats al seu país i com s'enfronten a la crisi de la corona.

### Especial: Viatges insolits al Japó
| No. | Destinació | Llocs Visitats                                                 | Primera emissió     | Primera emissió a Catalunya |
| --- | ---------- | -------------------------------------------------------------- | ------------------- | --------------------------- |
| 1   | Japó       | Nagasaki Huis Ten BoschKita-Kyūshū HiroshimaŌkunoshima Okayama | 24 de maig del 2020 | No amés                     |
| 3   | Japó       | Kyoto TōjinbōFuji Hell Camp Tòquio                             | 31 de maig del 2020 | No amés                     |
| 3   | Japó       | Central nuclear de Fukushima Dai-ichi Morioka Iūbari           | 7 de juny del 2020  | No amés                     |

### Temporada 5 Viatges insòlits a Flandes
A causa de la crisi mundial de la corona, el 2020 s'havia tornat impossible fer viatges llargs a l'estranger. És per això que Tom Waes va mirar més a prop de casa a la cinquena temporada i va investigar quines figures sorprenents i tradicions estranyes es podrien trobar a Flandes.
| No. | Destinació                                  | Llocs Visitats                                                                        | Primera emissió       | Primera emissió a Catalunya |
| --- | ------------------------------------------- | ------------------------------------------------------------------------------------- | --------------------- | --------------------------- |
| 1   | Flandes Occidental                          | Heuvelland Langemark-PoelkapelleSteenkerke LedegemBruges Ostende                      | 3 de gener del 2021   | No amés                     |
| 2   | Flandes Oriental                            | Oosteeklo DoelSint-Niklaas WaasmunsterOudenaarde GantNinove                           | 10 de gener del 2021  | No amés                     |
| 3   | Anvers                                      | Anvers BalenDessel KalmthoutMeersel-Dreef GeelKasterlee                               | 17 de gener del 2021  | No amés                     |
| 4   | Limburg                                     | Genk Sint-TruidenBrustem Parc nacional Hoge Kempen                                    | 24 de gener del 2021  | No amés                     |
| 5   | Brabant flamenc                             | Landen WommersomScherpenheuvel-Zichem Diegem-LoTremelo WalfergemGooik                 | 31 de gener del 2021  | No amés                     |
| 6   | Brussel·les                                 | Reyerstoren Brussel·lesEstació de Maelbeek Molenbeek-Saint-JeanElsene Bosc de Soignes | 7 de febrer del 2021  | No amés                     |
| 7   | Tot Flandes: recopilació i imatges inèdites | Wormhout, Koekelare, Kalmthoutse, Heide, Wuustwezel, Vorst                            | 14 de febrer del 2021 | No amés                     |

### Temporada 6 Viatges insòlits a Països Baixos
El 14 de gener de 2021, es va anunciar que es planejava una nova temporada de Viatges Insòlits. Tom Waes va anar a la recerca de llocs i costums especials als Països Baixos. Aquesta sèrie és una coproducció entre One i VPRO.
| No. | Destinació                       | Llocs visitats | Primera emissió         | Primera emissió a Catalunya |
| --- | -------------------------------- | --- | ----------------------- | --------------------------- |
| 1   | Zelanda Brabant del NordLimburg  | Boerenhol Ouwerkerk Wouwse PlantageParc Nacional de Biesbosch Baarle-NassaSimpelveld                                 | 17 d'octubre del 2021   | No amés                     |
| 2   | FrisiaGroningen                  | IJlst Parc nacional D'Alde FeanenEastermar OpendeGroningen 't Zandt                                                  | 24 d'octubre del 2021   | No amés                     |
| 3   | Flevoland                        | Zwarte Meer SchoklandUrkEmmeloord LelystadOosterwold                                                                 | 31 d'octubre del 2021   | No amés                     |
| 4   | Holanda del Sud Holanda del Nord | Scheveningen La HaiaWestland RotterdamXarxa de molins de Kinderdijk-Elshout Hilversum Amsterdam Bijlmermeer Volendam | 7 de novembre del 2021  | No amés                     |
| 5   | GelderlandOverijsselDrenthe      | Achterhoek LierenUniversitat de Wageningen 't HardeDwingelderveld                                                    | 14 de novembre del 2021 | No amés                     |
| 6   | Illes Frisones                   | Texel Hoge BergVlieland VliehorsTerschelling Schiermonnikoog                                                         | 21 de novembre del 2021 | No amés                     |

### Temporada 7 Viatges insòlits ciutats del món
La setena temporada de Viatges insòlits està ambientada a ciutats mundials.
| No. | Destinació       | Llocs visitats | Primera emissió     | Primera emissió a Catalunya |
| --- | ---------------- | --- | ------------------- | --------------------------- |
| 1   | El Caire         | Piràmides de Guiza Mesquita Sayeda ZainabColomar del El caire Chill Out MassageAl-Mukattam Nou Caire                                          | 3 d'abril del 2022  | No emès                     |
| 2   | Londres          | La City HackneyAbbey Road North East LondonBrixton Canvi de guardia Heritage House                                                            | 10 d'abril del 2022 | No emès                     |
| 3   | Ulan bator       | Mercat de NaranTuul Plaça Genghis Khan Tuva Karaoke Bar districte de Iurta Acadèmia Intel·lectual de Mongolia Estàtua eqüestre de Gengis Khan | 17 d'abril del 2022 | No emès                     |
| 4   | Los Angeles      | Hollywood Boulevard, Beverly Hills, Compton, East Los Angeles, Long Beach, Slab City                                                          | 24 d'abril del 2022 | No emès                     |
| 5   | Ciutat de Mèxico | Iztapalapa TepitoXochimilco Milpa AltaJoc de pilota mesoamericà                                                                               | 1 de maig del 2022  | No emès                     |

### Temporada 8 Viatges insòlits ciutats del món
La vuitena temporada de Viatges insólits està ambientada a ciutats mundials.
| No. | Destinació | Llocs Visitats | Primera emissió         | Primera emisssió a Catalunya |
| --- | ---------- | --- | ----------------------- | ---------------------------- |
| 1   | Bombai     | Colaba Estació Chhatrapati ShivajiBollywoodBandra Parc Shivaji Dharavi Antilia                                                       | 24 d'octubre del 2022   | No amès                      |
| 2   | Nairobi    | Centre Internacional deConvencions Kenyatta Kilimani Ngong Hills Parc Nacional de Nairob iKorogocho Ol Pejeta Conservancy            | 31 d'octubre del 2022   | No amès                      |
| 3   | São Paulo  | Avinguda Paulista Edifici CopanMorumbiCircuit Carlos Pace de Interlagos Minhocão Bela Vista Mata Atlàntica Viaducte Sumaré           | 7 de novembre del 2022  | No amès                      |
| 4   | Dubai      | Mall de Dubai Burj KhalifaXLine Dubai Policia de DubaiPalm Jumeirah Khawr DubayyDeira Reserva de conservació del desert d'Al Marmoom | 14 de novembre del 2022 | No amès                      |